# Reino de Gudbrandsdal

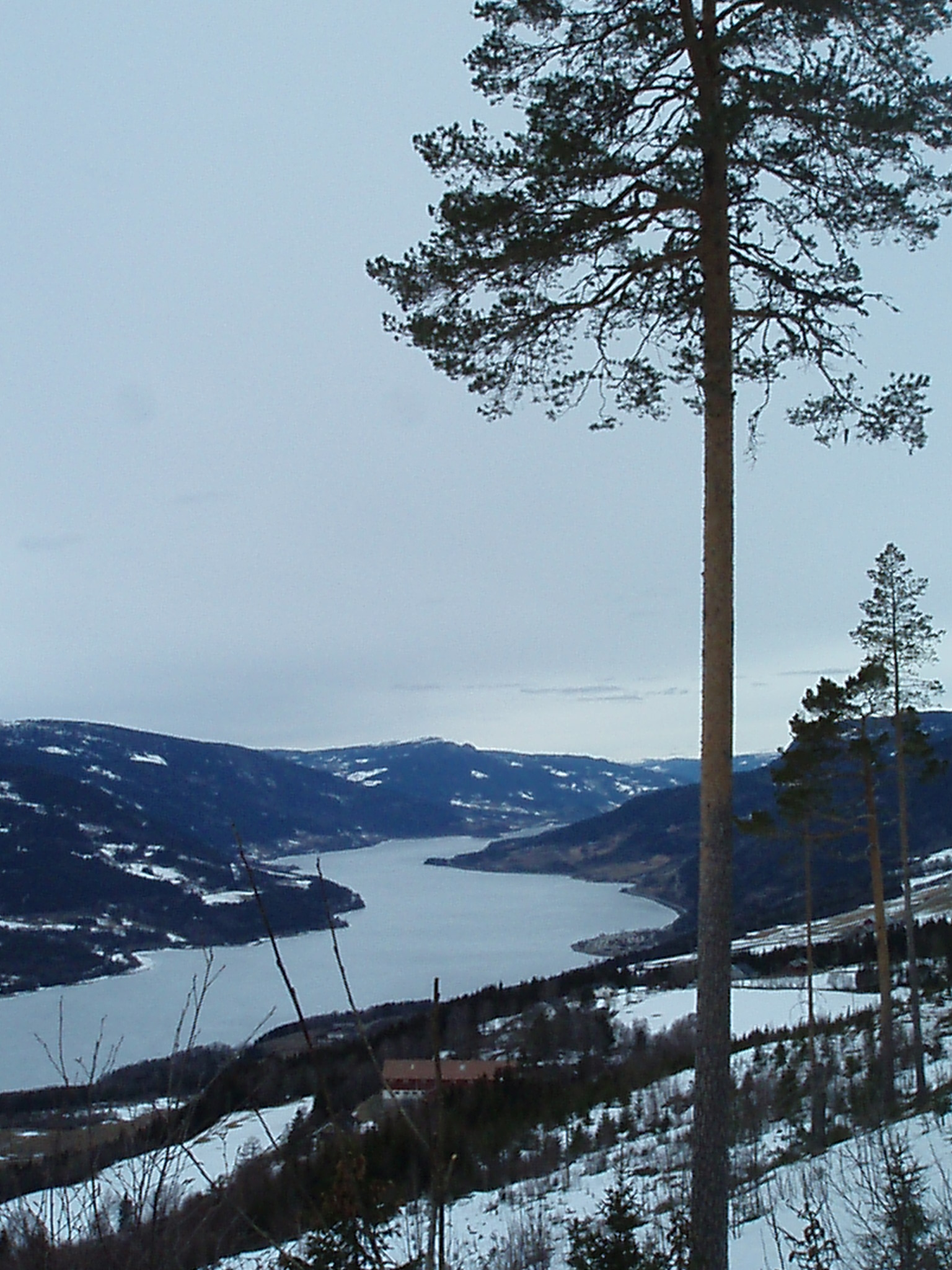
Vista norte del valle de Gudbrandsdalen desde Tretten.

El reino de Gudbrandsdal es el antiguo nombre de una región histórica, antiguo reino de Noruega. Es un valle dividido en tres partes a lo largo de Romsdal: Norddalen, Midtdalen y Sørdalen. Actualmente forma parte del distrito de Gudbrandsdal, en el condado de Oppland.

## Etimología
Gudbrandsdalen significa 'el valle de Gudbrand'. Gudbrand (del nórdico antiguo Guðbrandr también Guðbrandsdalir), en un nombre antiguo compuesto de dos palabras, guð («dios») y brandr («espada»). Probablemente fue el título que usaban los reyes del valle que vivían en Hundorp.

## Historia
La Noruega de la era vikinga estuvo dividida en pequeños reinos independientes gobernados por caudillos que gobernaban los territorios, competían por la supremacía en el mar e influencia política, y buscaban alianzas o el control sobre otras familias reales, bien de forma voluntaria o forzadas. Estas circunstancias provocaron periodos turbulentos y vidas heroicas como se recoge en la saga Heimskringla del escaldo islandés Snorri Sturluson en el siglo XIII. Gudbrandsdalen se menciona ampliamente en Heimskringla, la cita más popular es la conversión del rey Dale-Gudbrand al cristianismo por Olaf II el Santo.
La capital del reino era Hundorp (nórdico antiguo: Hundþorp), un importante enclave político y religioso. El nombre se remonta a la gloria de los antiguos reyes vikingos. El primer elemento hundr significa «grande, rico, poderoso» y el segundo elemento þorp significa «granja», lo que se interpreta como el hecho de que fue el lugar donde se localizaba el hásæti, sitial del rey.